# Miguel Martín
Miguel Antonio Martín (Famaillá, Tucumán, Argentina; 11 de diciembre de 1978) conocido públicamente como el Oficial Gordillo es un humorista y actor de televisión y teatro argentino. Ha participado en distintas obras de teatro y programas de televisión.

## Biografía
Pasó su infancia y adolescencia en Tucumán. Trabajó como analista de sistemas en una empresa en Buenos Aires. Al quedarse sin trabajo decide volver a Tucumán y dedicarse al humor (afición que practicó desde niño), logrando destacarse como humorista a nivel local y luego nacional. De los muchos personajes que desarrolló, el más conocido es el oficial Gordillo.
En 2012 gana un Martín Fierro con el trío Manyines For Export.
En 2014 apareció en Peligro: sin codificar interpretando distintos personajes. En ese mismo año grabó un disco de humor para Sony Entertainment Group.
En 2015 realiza temporada teatral en Villa Carlos Paz con su obra Delincuente del humor, logrando una nominación en los Premios Carlos como mejor stand up.
En 2016 vuelve a presentarse en Villa Carlos Paz con su nuevo espectáculo Gordi-Show, obteniendo nominaciones en los premios Vos y Carlos.
En 2017 ganó el Premio Carlos de la Gente y el premio Mejor Unipersonal (Premios VOS) con su espectáculo Delincuente del humor. En mayo comienza su propio programa televisivo titulado De noche con Miguel Martín transmitido en Canal 10. En octubre del mismo año es convocado por Flavio Mendoza para participar en su espectáculo Mahatma en el teatro Luxor de Villa Carlos Paz, el cual estrenó el 25 de diciembre y actualmente se encuentra en curso.
En 2018 gana un premio VOS y un Premio Carlos en la categoría de labor humorística en espectáculo por su participación en Mahatma.
En 2019 presenta en Villa Carlos Paz su espectáculo unipersonal Choriando a lo grande que le valió un Premio Carlos a mejor humorista, un segundo Premio Carlos de la Gente y dos premios VOS en la categoría mejor humorista y mejor unipersonal. En marzo del mismo año aparece junto a su esposa en el videoclip de la canción Quédate con la casa de Iceberg Del Sur.
En 2020 estrena en Villa Carlos Paz Dueño de lo ajeno, obra que le valió una vez más el Premio Carlos de la Gente. 
En 2022 presenta en Villa Carlos Paz Más vivo que nunca obteniendo una vez más el Premio Carlos de la gente y el de mejor humorista.

### Premios
| Año  | Categoría                          | Premio        | Resultado |
| ---- | ---------------------------------- | ------------- | --------- |
| 2012 | «Labor humorística»                | Martín Fierro | Ganador   |
| 2015 | «Mejor stand up»                   | Premio Carlos | Nominado  |
| 2017 | «Mejor humorista»                  | Premio VOS    | Nominado  |
| 2017 | «Mejor unipersonal»                | Premio VOS    | Ganador   |
| 2017 | «Carlos de la gente»               | Premio Carlos | Ganador   |
| 2018 | «Labor humorística en show»        | Premio VOS    | Ganador   |
| 2018 | «Labor humorística en espectáculo» | Premio Carlos | Ganador   |
| 2018 | «Programa humorístico»             | Martín Fierro | Nominado  |
| 2018 | «Conducción masculina»             | Martín Fierro | Nominado  |
| 2019 | «Mejor unipersonal/stand up»       | Premio VOS    | Ganador   |
| 2019 | «Mejor humorista»                  | Premio VOS    | Ganador   |
| 2019 | «Figura en redes»                  | Premio VOS    | Nominado  |
| 2019 | «Mejor unipersonal»                | Premio Carlos | Nominado  |
| 2019 | «Mejor humorista»                  | Premio Carlos | Ganador   |
| 2019 | «Carlos de la gente»               | Premio Carlos | Ganador   |
| 2020 | «Mejor humorista»                  | Premio Carlos | Nominado  |
| 2020 | «Carlos de la gente»               | Premio Carlos | Ganador   |
| 2022 | «Carlos de la gente»               | Premio Carlos | Ganador   |
| 2022 | «Mejor humorista»                  | Premio Carlos | Ganador   |
| 2023 | «Carlos de la gente»               | Premio Carlos | Ganador   |
| 2023 | «Mejor humorista»                  | Premio Carlos | Nominado  |

### Teatro
| Año  | Teatro         | Obra                         |
| ---- | -------------- | ---------------------------- |
| 2015 | Maipo          | Gordishow                    |
| 2016 | Opera          | Gordishow                    |
| 2017 | Libertad       | Delincuente del humor        |
| 2017 | Luxor          | Mahatma                      |
| 2019 | Teatro del Sol | Choriando a lo grande        |
| 2022 | Teatro Luxor   | Gordillo amigo (de lo ajeno) |

### Televisión
| Año  | Programa                   | Canal      |
| ---- | -------------------------- | ---------- |
| 2013 | Manyines                   | Canal 8    |
| 2014 | Peligro: sin codificar     | América TV |
| 2017 | De noche con Miguel Martín | Canal 10   |